# Leave My Kitten Alone
Leave My Kitten Alone est une chanson de rhythm and blues, écrite par Little Willie John, James McDougal et Titus Turner (en). 
D'abord enregistrée par Little Willie John, elle paraît en 1959 chez King Records et atteint la 13e place du classement R&B du Billboard. Au début de l'année suivante, Johnny Preston (en) en publie une reprise qui atteint la 73e place, si bien que la première version est republiée et entre à nouveau dans les charts, jusqu'à la 60e position. 

## Version des Beatles
Pistes inédites de Anthology
You Know What to Do (Anthology 1) Real Love
 (Anthology 2)
Le 14 août 1964, les Beatles l'enregistrent lors des séances pour leur album Beatles for Sale. Complétée, elle est tout de même laissée de côté, probablement en faveur de Everybody's Trying to Be My Baby pour laisser la place à George Harrison afin qu'il soit au chant principal pour une chanson. Le biographe Mark Lewisohn affirme qu'elle aurait été un meilleur choix que Mr. Moonlight, chanson qui est considérée par plusieurs comme étant la moins bonne reprise du groupe. 
Cinq prises ont été enregistrées par le groupe et des overdubs sont effectués sur la dernière. Jamais mixée à l'époque, une tentative a été faite en 1985 pour une publication en 45 tours qui accompagnerait le disque Sessions mais tous deux ne furent jamais publiés. Leave My Kitten Alone sera finalement incluse sur leur album compilation Anthology 1 en 1995.

### Personnel
- John Lennon – chant
- Paul McCartney –  basse, piano
- George Harrison – guitare solo
- Ringo Starr – batterie, tambourin